# Cla Meredith
Pour les articles homonymes, voir Meredith.
Olise Claiborne Meredith, dit Cla Meredith, né le 4 juin 1983 à Richmond (Virginie), est un joueur américain de baseball qui joue en Ligue majeure depuis 2005.

## Biographie
Étudiant trois ans à la Virginia Commonwealth University, il améliore des records de cette université : 2,52 de points mérités en carrière et 1,19 en 2003. Il est sélectionné comme releveur en équipe première de la All-Colonial Athletic Association en 2003 et en équipe seconde en 2004. 
Drafté le 7 juin 2004 par les Red Sox de Boston, il débute en Ligue majeure le 8 mai 2005.
Cla Meredith est transféré chez les Padres de San Diego le 1er mai 2006 au terme d'un échange avec Josh Bard et de l'argent contre Doug Mirabelli. Il remporte une victoire lors de sa première apparition sous le maillot des Padres le 13 mai 2006. Dans la foulée, il améliore un record de la franchise en n'accordant aucun point en 33,2 manches consécutives (sur 28 matches) entre le 18 juillet et le 12 septembre
Le 2 février 2011, Meredith signe un contrat des ligues mineures avec les Nationals de Washington, mais il est libéré par l'équipe durant l'entraînement de printemps.

## Statistiques
| Saison | Équipe    | G   | GS | CG | SHO | V  | D  | SV | IP    | SO  | ERA   |
| ------ | --------- | --- | -- | -- | --- | -- | -- | -- | ----- | --- | ----- |
| 2005   | Boston    | 3   | 0  | 0  | 0   | 0  | 0  | 0  | 2.1   | 0   | 27,00 |
| 2006   | San Diego | 45  | 0  | 0  | 0   | 5  | 1  | 0  | 50.2  | 37  | 1,07  |
| 2007   | San Diego | 80  | 0  | 0  | 0   | 5  | 6  | 0  | 79.2  | 59  | 3,50  |
| 2008   | San Diego | 73  | 0  | 0  | 0   | 0  | 3  | 0  | 70.1  | 49  | 4,09  |
| 2009   | San Diego | 35  | 0  | 0  | 0   | 4  | 2  | 0  | 36.2  | 20  | 4,17  |
| 2009   | Baltimore | 29  | 0  | 0  | 0   | 0  | 0  | 0  | 28.2  | 17  | 3,77  |
| 2010   | Baltimore | 21  | 0  | 0  | 0   | 0  | 2  | 1  | 15.0  | 7   | 5,40  |
| Totaux | Totaux    | 286 | 0  | 0  | 0   | 14 | 14 | 1  | 283.1 | 189 | 3.62  |

| Saison | Équipe    | G | GS | CG | SHO | V | D | SV | IP  | SO | ERA  |
| ------ | --------- | - | -- | -- | --- | - | - | -- | --- | -- | ---- |
| 2006   | San Diego | 2 | 0  | 0  | 0   | 0 | 0 | 0  | 3.2 | 3  | 0,00 |
| Totaux | Totaux    | 2 | 0  | 0  | 0   | 0 | 0 | 0  | 3.2 | 3  | 0,00 |

Note : G = Matches joués ; GS = Matches comme lanceur partant ; CG = Matches complets ; SHO = Blanchissages ; 
V = Victoires ; D = Défaites ; SV = Sauvetages ; IP = Manches lancées ; SO = Retraits sur des prises ; ERA = Moyenne de points mérités.